# マイ・ネイバーズ・ハウス
「マイ・ネイバーズ・ハウス」(My Neighbour's House)はイギリスのロックバンド、ブルートーンズのシングル、もしくはその表題曲。『ザ・ブルートーンズ』からの先行シングルとして発売され、全英68位となった。ちなみに、彼らのシングルとしては初めてPVが制作されなかった。
表題曲はストレートで勢いのあるロックナンバーで、音楽誌「Q」の「The 50 Essential Tracks To Download This Month」で23位、「100 Great Undiscovered Tracks Of 2006」で6位に選ばれている 。またカップリングの「S.Thoresby」とは、アルバムのレコーディングが行われた町である「South Thoresby」のこと。
7インチレコード収録の「マイ・ネイバーズ・ハードコア・ベルギアン・ハウス」は、表題曲のカントリーバージョン。

## 収録曲
- CD

1. My Neighbour's House
2. Your Psychotic Friend
3. S.Thoresby

- 7"

1. My Neighbour's House
2. My Neighbour's Hardcore Belgian House